# Gibbovalva kobusi
Gibbovalva kobusi är en fjärilsart som beskrevs av Tosio Kumata och Hiroshi Kuroko 1988. Gibbovalva kobusi ingår i släktet Gibbovalva och familjen styltmalar. Inga underarter finns listade i Catalogue of Life.